# Solresol
 (août 2022).
Si vous disposez d'ouvrages ou d'articles de référence ou si vous connaissez des sites web de qualité traitant du thème abordé ici, merci de compléter l'article en donnant les références utiles à sa vérifiabilité et en les liant à la section « Notes et références ».

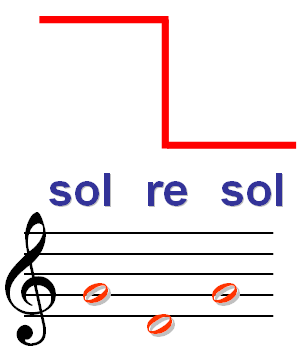

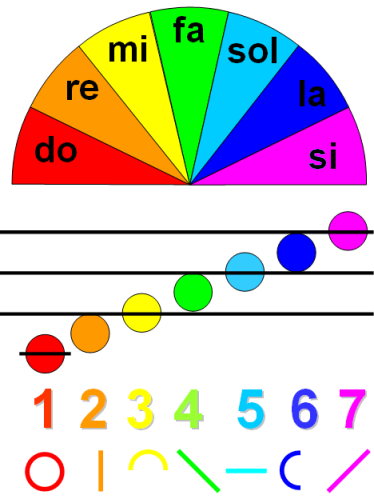

Le solresol est une langue construite inventée par le musicien François Sudre, dans le but de pouvoir parler à n'importe qui dans le monde (même aveugle) avec des mots composés du nom des notes de musique : do, ré, mi, fa, sol, la, si (la note si étant parfois notée ti selon la méthode de Sarah Ann Glover).

## Histoire
D'abord nommée Langue musicale universelle, dans le livre de Sudre publié en 1866 (soit 4 ans après sa mort), cette langue fut appelée définitivement Solresol (pour « langue en Solresol ») après la parution, en 1902, de la Grammaire du Solresol, ou Langue Universelle de François Sudre de Boleslas Gajewski.
En enchaînant les noms de notes, on crée des mots. Chaque mot a plusieurs traductions possibles (synonymes) et s'écrit soit par les notes entières soit par leurs initiales (sauf pour sol qui est noté so pour se différencier du si noté s). Cependant, la volonté de Sudre (d'après l'ouvrage de 1866) est claire : la langue se veut d'abord et surtout musicale, pour ainsi tendre à être universelle.
Elle privilégie l'écriture musicale, le livre de Sudre définissant chaque mot dans son écriture musicale. Seul le dictionnaire inverse qui s'adresse au public francophone est écrit en translittération francophone du nom français des notes musicales. La première version de cette langue (vers 1820) ne comportait que 4 notes, parce qu'elle ne s'adressait réellement qu'au clairon (avec lequel il est difficile de jouer plus de 4 notes) et n'avait pas du tout à être vocalisée.

## Vocabulaire
Le vocabulaire de la langue est fondé sur un arrangement avec répétition des sept notes de musique. Les mots sont divisés en plusieurs catégories, d’abord répartis selon leur nombre de notes : les petits mots, particules usuelles et pronoms utilisent 2 notes (soit 72=49 mots), les mots souvent utilisés en utilisent 3 (73=343 mots). À partir de 4 notes, les 2 401 mots possibles sont répartis par thématique :
- Do → L’homme physique et moral, ses qualités, ses facultés intellectuelles, son alimentation ;
- Ré → Les objets de la maison, de toilette, de ménage, et la famille ;
- Mi → Les actions de l’homme et ses défauts ;
- Fa → La campagne, les voyages, la guerre, la marine ;
- Sol → Les beaux-arts et les sciences ;
- La → L’industrie et le commerce ;
- Si → La ville, le gouvernement et l’administration.

### Exemple de vocabulaire
D'abord les mots de base :
- do → non, pas, point, ne, ni ;
- sol → si (condition) ;
- ré → et, ainsi que ;
- la → le ;
- mi → ou, ou bien ;
- si → oui, soit, volontiers, d'accord ;
- fa → à, au.

Ensuite les composés :
- doré (dr) → je, moi ;
- dola (dl) → on, quelqu'un, le prochain ;
- domi (dm) → tu, toi ;
- dosi (ds) → autre ;
- dosol (dso) → soi, soi-même ;
- rédo (rd) → mon, le mien ;
- résol (rso) → notre, le nôtre ;
- rémi (rm) → ton, le tien ;
- réla (rl) → votre, le vôtre ;
- réfa (rf) → son, le sien ;
- rési (rs) → leur, le leur ;
- mido (md) → pour, afin de, afin que ;
- misol (mso) → bien.

## Grammaire
Une des caractéristiques du Solresol est que les mots ayant des sens contraires ont leurs syllabes inversées l’un par rapport à l’autre. Par exemple : fala (bon) et lafa (mauvais), midoréfa (avant) et farédomi (après).
|       |         |
| misol | solmi   |
| bien  | mauvais |

|         |         |
| domisol | solmido |
| dieu    | diable  |

Des variations à partir du mot de base, généralement le verbe, sont créées en accentuant une note : nom abstrait (1re), agent (2e), adjectif (3e), adverbe (4e). L'accentuation peut être remplacée par les dièses par commodité. Exemple :
- résolmila → continuer ;
- résolmila ou ré#solmila → continuation, continuité, continuum ;
- résolmila ou résol#mila → continuateur/trice ;
- résolmila ou résolmi#la→ continuel, continu ;
- résolmila ou résolmila#→  continuellement, continument.

Les temps sont formés par ajout d’un mot (une répétition de deux notes) :
- dodo → passé ;
- réré → plus-que-parfait ;
- mimi → futur ;
- fafa → conditionnel ;
- solsol → impératif ;
- lala → participe présent ;
- sisi → participe passé.

## Exemple d'utilisation
La langue musicale universelle est un « héros » invisible mais audible dans Rencontres du troisième type, film de Steven Spielberg (1977).

### exemples de phrases et mots
Article 1 de la Déclaration universelle des droits de l'homme en Solrésol :
```
   Siré misolredo faremi doredore domisómi re misóla, solfalafá dósila re réfasi. Dófa faremi remila fare dômilafa re dôfasifa, re fafa fasolfa midolǎ fare mîredofa lasi sîmisila
[
2
]
.
```

Article 1 de la Déclaration universelle des droits de l'homme en français :
```
   Tous les êtres humains naissent libres et égaux en dignité et en droits. Ils sont doués de raison et de conscience et doivent agir les uns envers les autres dans un esprit de fraternité
[
3
]
.
```

### Note
1. ↑  Pas tout à fait en réalité, car les notes sont régulièrement accompagnées soit de gestes précis de la main soit de lumières colorées spécifiques.